# Premiile muzicale Radio România Actualități 2006
A patra ediție a premiilor muzicale Radio România Actualități a fost ținută pe 12 martie 2006 în Sala Radio din București, având ca scop recunoașterea celor mai populari artiști români din anul 2005. A fost transmisă în direct pe stațiile Radio România Actualități și Radio România Internațional, difuzată pe postul TVR 2 și prezentată de solistul Dan Teodorescu.

## Spectacole
| Artiști                         | Melodii |
| ------------------------------- | ------- |
| Keo                             | „[[]]"  |
| 3 Sud Est                       | „[[]]"  |
| Andra                           | „[[]]"  |
| Angela Similea Ovidiu Komornyik | „[[]]"  |
| Marcel Pavel                    | „[[]]"  |
| Iris                            | „[[]]"  |
| Direcția 5                      | „[[]]"  |
| Alexandru Andrieș               | „[[]]"  |
| Victor Socaciu                  | „[[]]"  |
| Luminița Anghel Sistem          | „[[]]"  |

## Câștigători și nominalizați
| Artistul anului | Cel mai bun debut                                                                           |
| --- | ------------------------------------------------------------------------------------------- |
| - Luminița Anghel & Sistem - Iris - Andra | - Keo - Crush + Alexandra Ungureanu - Fly Project                                           |
| Cel mai bun interpret pop | Cea mai bună interpretă pop                                                                 |
| - Marcel Pavel - Keo - Ionuț Ungureanu | - Andra - Nico - Loredana - Laura Stoica                                                    |
| Cel mai bun cântec pop | Cel mai bun album de muzică ușoară                                                          |
| - „Rămâi cu mine” - Andra - „Azi vii, mâine pleci” - Keo - „Am viața mea” - Angela Similea - „De dragul tău” - Marcel Pavel - „Așa cum vrei” - Nico           | - Lumea mea - Angela Similea - Când vin acasă - Ovidiu Komornyik - Revino! - Cătălin Crișan |
| Cel mai bun cântec pop-dance | Cel mai bun album pop-dance                                                                 |
| - „Beijo (Uh-la-la)” - Morandi - „Let Me Try” - Luminița Anghel și Sistem - „Privirea ta” - DJ Project - „Cu capu-n nori” - 3 Sud Est - „Raisa” - Fly Project | - Cu capu-n nori - 3 Sud Est - Șoapte - DJ Project - Reverse - Morandi                      |
| Cel mai bun grup pop-dance | Cel mai bun grup pop-rock                                                                   |
| - DJ Project - 3 Sud Est - Morandi - Sistem | - Iris - Phoenix - Direcția 5 - Voltaj                                                      |
| Cel mai bun cântec pop-rock | Cel mai bun album pop-rock                                                                  |
| - „Iris Maxima” - Iris - „Zori de zi” - Phoenix - „Și ce dacă?” - Direcția 5                                                                                  | - O zi de primăvară - Direcția 5 - Iris Maxima - Iris - Baba Novac - Phoenix                |
| Cel mai bun compozitor |                                                                                             |
| - Laurențiu Duță - Marius Moga - Adrian Romcescu - Cristian Faur                                                                                              |                                                                                             |

Cel mai difuzat artist la RR Actualități Voltaj
7.	Cel mai bun album de muzică usoară “Lumea mea” - Angela Similea/ OvoMusic
13.	Premiul special “Cântecul e viața mea Gică Petrescu
14.	Premiul special „Omul cu chitara” Victor Socaciu
15.	Premiul special pentru cea mai prodigioasă activitate discografică Alexandru Andrieș
1. ↑  Gabriela Scraba (19 ianuarie 2010). „Premiile muzicale Radio România Actualități 2006”. Radio România Actualități. Accesat în 16 iulie 2020.